# Eric Hoffer

Eric Hoffer

Eric Hoffer (n. 25 iulie 1902 în New York City - d. 21 mai 1983 în California) a fost un filozof autodidact american, ale cărui scrieri (zece la număr) au la bază critica socială.
Prima sa carte, The True Believer, publicată în 1951, este recunoscută ca o lucrare de referință în domeniul filozofiei sociale.
Pentru activitatea sa a fost recompensat de președintele Ronald Reagan cu medalia Presidential Medal of Freedom.